# Santa Maria do Tocantins
Santa Maria do Tocantins é um município brasileiro do estado do Tocantins. Localiza-se a uma latitude 08º47'49" sul e a uma longitude 47º47'41" oeste, estando a uma altitude de 310 metros. Sua população estimada em 2022 era de 2 680 habitantes.
Possui uma área de 1411,81 km².